# Lithocarpus fangii
Lithocarpus fangii (Hu & W.C.Cheng) C.C.Huang & Y.T.Chang – gatunek roślin z rodziny bukowatych (Fagaceae Dumort.). Występuje naturalnie w Chinach – w prowincjach Kuejczou oraz Syczuan (w zachodniej części). 

## Morfologia
PokrójZimozielone drzewo dorastające do 8–15 m wysokości.
LiścieBlaszka liściowa ma podłużny, eliptyczny, lancetowaty lub odwrotnie jajowaty kształt. Mierzy 5–10 cm długości oraz 2–3 cm szerokości, jest całobrzega, ma klinową nasadę i ostry lub ogoniasty wierzchołek. Ogonek liściowy jest nagi i ma 5–10 mm długości.
OwoceOrzechy o niemal kulistym kształcie. Osadzone są pojedynczo w miseczkach w kształcie kubka, które mierzą 7–9 mm długości i 18–20 mm średnicy. Orzechy otulone są w miseczkach do połowy ich długości.

## Biologia i ekologia
Rośnie w wiecznie zielonych lasach. Występuje na wysokości od 800 do 1000 m n.p.m. Kwitnie i owocuje od października do grudnia.